# Autographa mappa
Autographa mappa là một loài bướm đêm trong họ Noctuidae.